# Katarina Krpež Šlezak
Katarina Krpež Šlezak (serbisch-kyrillisch Катарина Крпеж Шлезак; * 2. Mai 1988 in Sombor, SFR Jugoslawien, geborene Katarina Krpež) ist eine serbische Handballspielerin, die dem Kader der serbischen Nationalmannschaft angehört.

## Karriere
Katarina Krpež Šlezak spielte bis 2009 bei ŽORK Vrnjačka Banja. Nachdem die Außenspielerin in der Saison 2009/10 für ŽRK Kikinda aufgelaufen war, schloss sie sich ŽRK Zaječar an. Mit Zaječar gewann sie 2011 sowie die serbische Meisterschaft als auch den serbischen Pokal. In der Saison 2011/12 stand Krpež Šlezak beim mazedonischen Verein ŽRK Metalurg Skopje unter Vertrag, mit dem sie ebenfalls die Meisterschaft und den nationalen Pokalwettbewerb gewann. Daraufhin spielte sie für den slowenischen Spitzenverein Rokometni Klub Krim. Mit Krim gewann sie 2013 sowie 2014 die slowenische Meisterschaft und den slowenischen Pokal. Ab dem Sommer 2014 lief sie für den ungarischen Erstligisten Érd NK auf. In den Spielzeiten 2015/16 und 2017/18 wurde sie jeweils Torschützenkönigin der ungarischen Liga. Ab dem Sommer 2019 pausierte sie schwangerschaftsbedingt. Ab dem Sommer 2020 stand sie beim russischen Verein GK Rostow am Don unter Vertrag. Im Sommer 2021 kehrte Krpež Šlezak zum Rokometni Klub Krim zurück. Mit Krim gewann sie 2022 sowohl die slowenische Meisterschaft als auch den slowenischen Pokal. Ab dem Sommer 2022 stand Krpež Šlezak beim rumänischen Erstligisten SCM Craiova unter Vertrag. Im Sommer 2024 wechselte sie zum Ligakonkurrenten CSM Corona Brașov.
Krpež Šlezak bestritt bisher 145 Länderspiele für die serbische Nationalmannschaft, in denen sie 403 Treffer erzielte. Mit der serbischen Auswahl nahm sie 2013, 2015 und 2017 an der Weltmeisterschaft sowie 2008, 2010, 2012, 2014, 2016 und 2018 an der Europameisterschaft teil. Der größte Erfolg in ihrer Länderspiellaufbahn war der 2. Platz bei der WM 2013. Bei der EM 2018 war sie mit 50 Treffern die erfolgreichste Torschützin des Turniers.